# Dornstedt

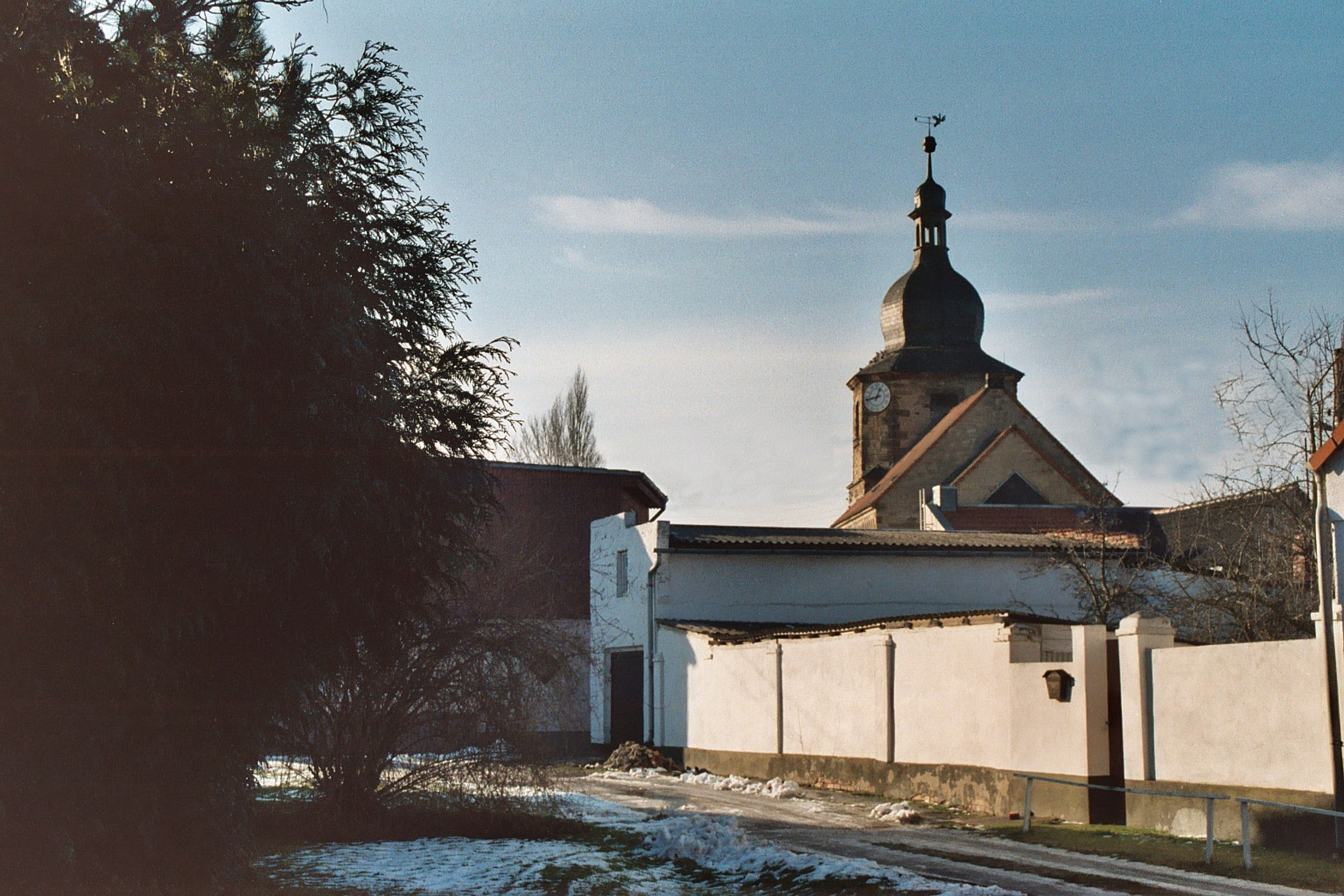
Kirche

Dornstedt ist ein Ortsteil der Gemeinde Teutschenthal im Saalekreis in Sachsen-Anhalt (Deutschland).

## Geografie
Dornstedt liegt südwestlich von Halle (Saale). Die Ortschaft Dornstedt besteht aus den Ortsteilen Dornstedt und Asendorf.

## Geschichte
In einem zwischen 881 und 899 entstandenen Verzeichnis des Zehnten des Klosters Hersfeld wird Dornstedt als zehntpflichtiger Ort Dornstat im Friesenfeld erstmals urkundlich erwähnt. Otto I. trat im Jahr 961 die Orte Dornstedt und Asendorf an seinen Vasallen Graf Billung ab. Später nahmen die Herren von Reveningen, die ihren Sitz bis nach 1618 in Röblingen am See hatten, Dornstedt in Besitz. Asendorf, das Zwillingsdorf von Dornstedt, gehörte zur Kirchgemeinde Esperstedt. Im Ergebnis einer Erbteilung des Mansfelder Grafenhauses 1501 wurde Dornstedt dem Unteramt Schraplau, Asendorf hingegen dem Schloss- bzw. Oberamt Schraplau im Distrikt Schraplau zugeordnet. Bei der Teilung der Grafschaft Mansfeld 1738/80 kamen Dornstedt und Asendorf durch Ankauf Friedrich Wilhelm I. zu dem Anteil, den das preußische Herzogtum Magdeburg erhielt. Mit dem Frieden von Tilsit wurden Dornstedt und Asendorf im Jahr 1807 dem Königreich Westphalen angegliedert und dem Distrikt Halle im Departement der Saale zugeordnet. Sie kamen zum Kanton Schraplau. Nach der Niederlage Napoleons und dem Ende des Königreichs Westphalen befreiten die verbündeten Gegner Napoleons Anfang Oktober 1813 das Gebiet.
Bei der politischen Neuordnung nach dem Wiener Kongress 1815 wurden Dornstedt und Asendorf im Jahr 1816 dem Regierungsbezirk Merseburg der preußischen Provinz Sachsen angeschlossen und dem Mansfelder Seekreis angegliedert. Im Zuge der ersten Kreisreform in der DDR wurde Asendorf am 20. Juli 1950 nach Dornstedt eingemeindet. Beide Orte waren zuvor am 15. Juni 1950 in den Landkreis Querfurt umgegliedert worden. Mit der zweiten Kreisreform 1952 kam Dornstedt zum Kreis Querfurt im Bezirk Halle. 1994 erfolgte die Umgliederung in den Saalkreis, der 2007 zum Saalekreis wurde.
Bis zur Eingemeindung nach Teutschenthal am 1. Januar 2010 war Dornstedt eine selbständige Gemeinde in der Verwaltungsgemeinschaft Würde/Salza mit dem zugehörigen Ortsteil Asendorf. Letzte Bürgermeisterin Dornstedts war Selma Brömme.

## Wappen
Das Wappen wurde am 5. März 1998 durch das Regierungspräsidium Halle genehmigt.
Blasonierung: „In Grün über einem von Silber und Schwarz gevierten Schildfuß eine schwarzkonturierte goldene Kirche mit vier Rundbogenfensteröffnungen, balkenförmig konturiertem Giebeldach und Kuppelturm mit goldenem Kreuz; mittig zwischen den Fensteröffnungen ein spitzgiebliger Vorbau mit geschlossenem Tor, überhöht von einem schwarzen Kreuz. Der Turm beiseitet von je einer silbernen Kugel.“